# Volcà de fang
Un volcà de fang és una forma menor del relleu formada per un cràter i un con volcànic de poca alçada però bastant extens a causa de l'escàs pendent, i l'origen no està relacionat amb les veritables formacions volcàniques, tret d'alguna excepció, com succeeix a Wyoming (Estats Units), sinó que es deuen a emanacions de gas relacionades amb els jaciments petroliers. Poden veure's a Veneçuela, Colòmbia, en gairebé tots els països petroliers i en alguns països del sud d'Europa (Itàlia, Romania), al sud-est asiàtic i en altres parts. La major concentració d'aquest tipus de volcans es troba als voltants de la mar Càspia a l'Azerbaidjan: aproximadament, uns 400 (entre més de 700 coneguts en tot el món), es troben en la regió dels volcans de fang de l'Azerbaidjan. En alguns països, com succeeix a Itàlia, reben el nom de salses o macalubas.

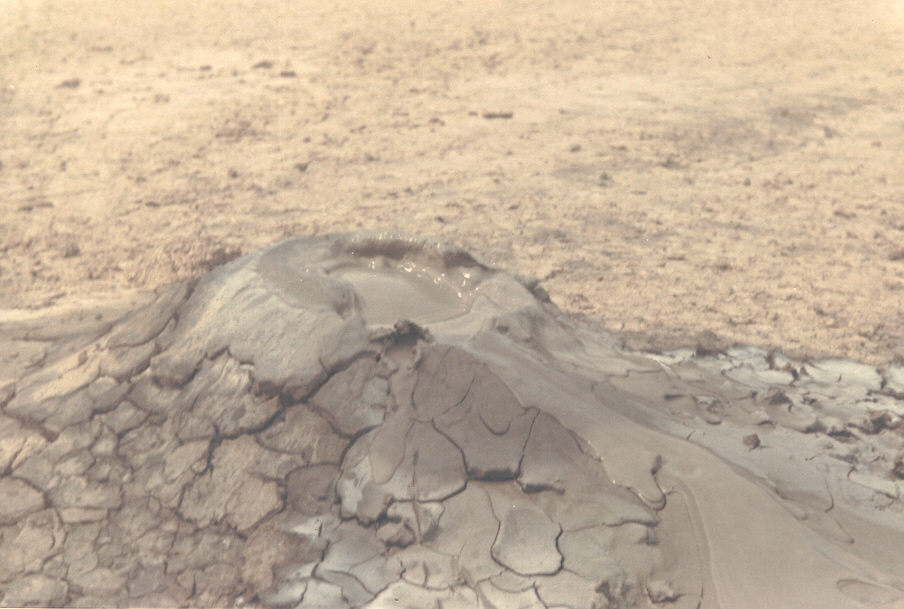
Volcà de fang de Yagrumito, estat Monagas, Veneçuela, a uns 6 km de Maturín

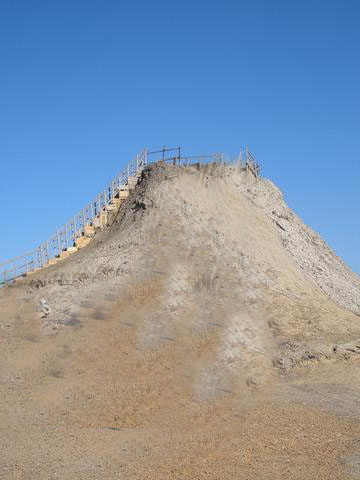
Volcà del Totumo, a Colòmbia

En aquest tipus de volcans, l'ascens de gas és emanat de dipòsits de petroli sovint poc profunds i s'eleva una argila summament hidratada, que arriba a formar basses o llacunes on es veu l'emanació de les bombolles. Els gasos emanats en els volcans de fang estan formats principalment per hidrocarburs gasosos i d'un altre tipus com metà i diòxid de carboni, així com gasos sulfurosos en menor proporció. L'argila també conté certes quantitats d'hidrocarburs sòlids i proporcions de sal bastant importants. La diferent composició dels materials ejectats dona origen a una àmplia gamma de tipus de volcans de fang. Per exemple, si abunden les lentes emissions d'hidrocarburs sòlids i líquids i escassa proporció d'argila es produeixen llacs d'asfalt, com el de Guanoco, a la part oriental de Veneçuela, que és el més gran dipòsit d'asfalt natural del món, o el de La Brea, a Trinitat, que n'és el segon en importància a escala mundial.
Pot trobar-se una gran quantitat de gasos associats a les erupcions dels volcans de fang (heli, diòxid de carboni, metà, etc.). Si entre els gasos predomina els que emeten combustibles amb característiques similars al gasoil, poden produir flames per la combustió espontània del gas a pressió en contacte amb l'aire (de manera similar al fenomen produït pels focs follets). Aquests volcans poden presentar explosions i incendis per l'enorme pressió que poden arribar a suportar: recordem que el combustible per als motors dièsel s'inflama en una combustió espontània; quan se sotmet per combustió espontània, pot produir després la deshidratació progressiva del fang en contacte amb la superfície, amb la qual cosa es pot arribar a segellar la sortida del gas i, en augmentar progressivament la pressió, pot entrar en erupció, la qual, encara que no és tan violenta com en les erupcions volcàniques pròpiament dites, no deixa de tenir un cert perill, encara que mai s'han registrat problemes greus en aquest sentit.
Un cas especial de volcà de fang és el provocat per alguna explotació petroliera, com va passar a la part oriental de l'illa de Java el maig de l'any 2006, quan va una injecció de gas i aigua durant una exploració va obrir una mena de vàlvula d'escapament a la sortida d'una enorme quantitat de fang empès per aquest gas, tal com apareix relatat en el número corresponent a gener del 2008 en la revista National Geographic, en la seva versió original en anglès. En aquesta erupció, el fang va envair 12 llogarets i va obligar a l'evacuació d'unes 10.000 famílies.
Si l'argila que puja es troba poc hidratada, els cons volcànics solen aconseguir una certa altura, com es pot veure en el volcà del Totumo, a Colòmbia. En canvi, si es tracta d'un fang molt líquid, l'altura del con volcànic és molt escassa. El volcà de fang de Yagrumito (estat Monagas, Veneçuela) és d'uns 2 o 3 m d'alçada relativa i ocupa uns 2.000 m² (incloent-hi les basses de fang i els fangars sense vegetació), encara que el con només no deu passar d'uns 400 m². L'obertura del cràter deu tenir uns 50 cm de diàmetre. Les diferents èpoques de sequera i de pluja també incideixen en l'alçària del cràter, com es pot veure en les dues imatges del volcà de Yagrumito, a Veneçuela: l'alçada s'eleva en l'època de sequera i baixa durant la de pluges, en contribuir en major grau a la hidratació del fang. La quantitat de sal present en el fang sec és tan gran que el fa atractiu per a les vaques de la sabana, que acudeixen a la zona per llepar aquest fang amb la finalitat d'obtenir la sal necessària (o millor, el sodi que necessiten) per a la seva producció de llet (recordem que l'ingredient essencial de la llet és el caseïnat de sodi).

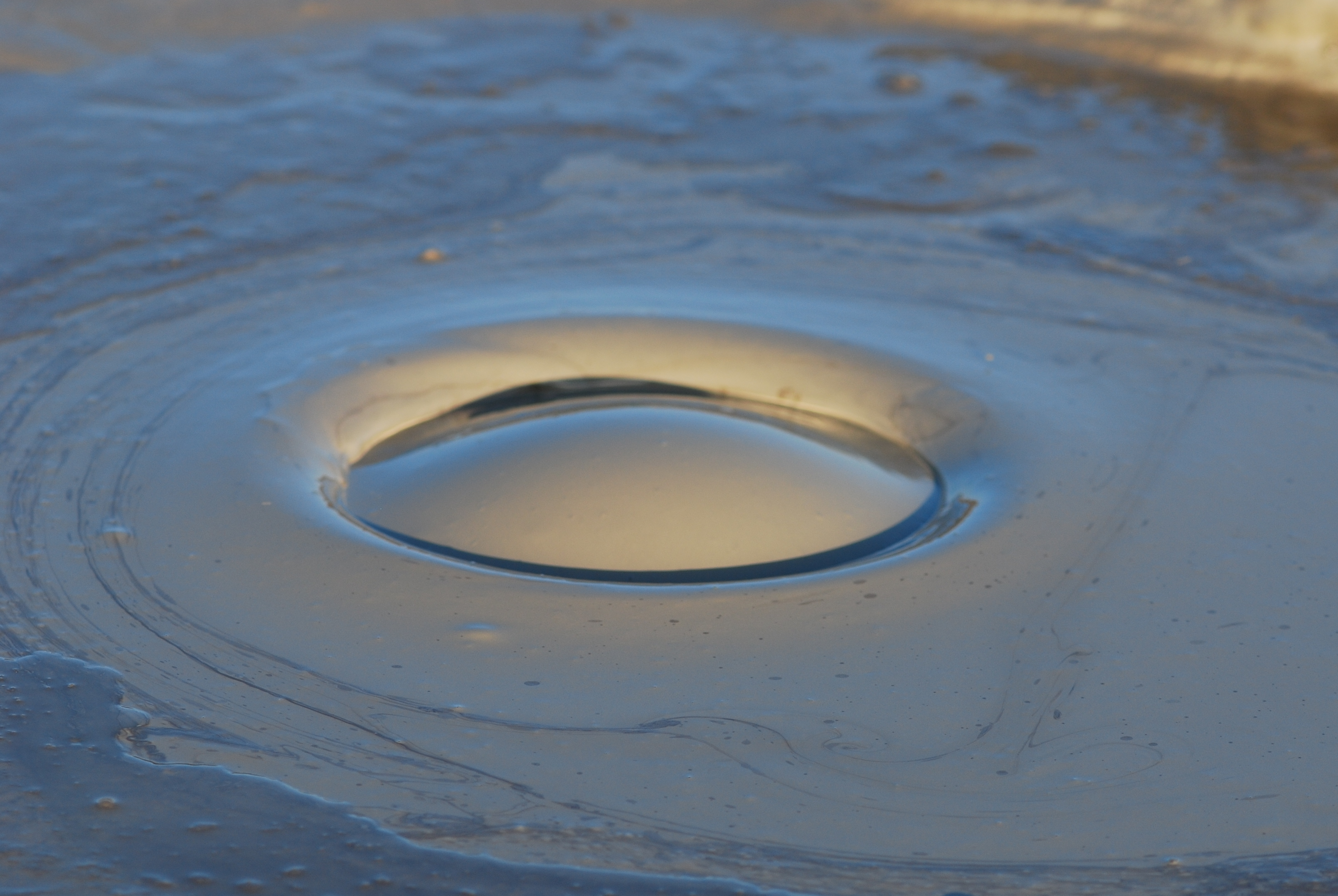
Bombolla de gas en un volcà de la comuna de Berca a Buzău, Romania